# Antonio Günther I di Schwarzburg-Sondershausen
Antonio Günther I di Schwarzburg-Sondershausen (9 gennaio 1620 – 19 agosto 1666) fu conte di Schwarzburg-Sondershausen, conte di Hohnstein, signore di Sondershausen, Arnstadt e Leutenberg.

## Biografia
Era figlio del conte Cristiano Günther I e di sua moglie, Anna Sibilla di Schwarzburg-Rudolstadt. Alla morte dello zio, nel 1643, gli succedette al trono e rimase in carica sino alla propria morte, nel 1666, dal momento che suo padre era morto nel 1642. Al momento della sua morte, salirono al potere i suoi due figli, Cristiano Guglielmo e Antonio Günther II, in coreggenza, con il titolo di principi di Schwarzburg-Sonderhausen, che ottennero dall'imperatore nel 1697.

## Matrimonio e figli
Antonio Günther sposò la contessa palatina Maria Maddalena di Zweibrücken-Birkenfeld, figlia del conte palatino Giorgio Guglielmo, dalla quale ebbe quattro eredi:
- Cristiano Guglielmo (1647-1721), conte e principe di Schwarzburg-Sondershausen, che sposò la contessa Antonia Sibilla di Barby in prime nozze ed alla morte di questa, si risposò in seconde nozze con la duchessa Guglielmina Cristiana di Sassonia-Weimar.
- Antonio Günther II (1653-1716), conte e principe di Schwarzburg-Sondershausen, che sposò la duchessa Augusta Dorotea di Brunswick-Wolfenbüttel

## Ascendenza
|                                                               |                                                                                                |                                                                                                  | Genitori                                                   |  |  | Nonni |  |  | Bisnonni                                                                               |  |  | Trisnonni                                                                                 |  |
|                                                               |                                                                                                |                                                                                                  |                                                            |  |  |       |  |  | 8. Günther XL, IV conte di Schwarzburg-Arnstadt-Sondershausen-Rudolstadt-Frankenhausen |  |  | 16. Enrico XXXI, III conte di Schwarzburg-Arnstadt-Sondershausen-Rudolstadt-Frankenhausen |  |
|                                                               |                                                                                                |                                                                                                  |                                                            |  |  |       |  |  | 8. Günther XL, IV conte di Schwarzburg-Arnstadt-Sondershausen-Rudolstadt-Frankenhausen |  |  | 16. Enrico XXXI, III conte di Schwarzburg-Arnstadt-Sondershausen-Rudolstadt-Frankenhausen |  |
|                                                               |                                                                                                | 17. Maddalena di Honstein-Klettenberg                                                            |                                                            |  |  |       |  |  | 8. Günther XL, IV conte di Schwarzburg-Arnstadt-Sondershausen-Rudolstadt-Frankenhausen |  |  |                                                                                           |  |
| 4. Giovanni Günther I, I conte di Schwarzburg-Sondershausen   |                                                                                                |                                                                                                  |                                                            |  |  |       |  |  | 8. Günther XL, IV conte di Schwarzburg-Arnstadt-Sondershausen-Rudolstadt-Frankenhausen |  |  |                                                                                           |  |
|                                                               |                                                                                                | 9. Elisabetta di Isenburg-Büdingen-Ronneburg                                                     | 18. Filippo, I conte di Isenburg-Büdingen-Ronneburg        |  |  |       |  |  |                                                                                        |  |  |                                                                                           |  |
|                                                               |                                                                                                | 9. Elisabetta di Isenburg-Büdingen-Ronneburg                                                     | 18. Filippo, I conte di Isenburg-Büdingen-Ronneburg        |  |  |       |  |  |                                                                                        |  |  |                                                                                           |  |
|                                                               |                                                                                                | 9. Elisabetta di Isenburg-Büdingen-Ronneburg                                                     | 19. Amalia di Rieneck                                      |  |  |       |  |  |                                                                                        |  |  |                                                                                           |  |
| 2. Cristiano Günther I, II conte di Schwarzburg-Sondershausen |                                                                                                | 9. Elisabetta di Isenburg-Büdingen-Ronneburg                                                     |                                                            |  |  |       |  |  |                                                                                        |  |  |                                                                                           |  |
|                                                               |                                                                                                | 10. Antonio I, XIX conte di Oldenburg                                                            | 20. Giovanni V, XVII conte di Oldenburg                    |  |  |       |  |  |                                                                                        |  |  |                                                                                           |  |
|                                                               |                                                                                                | 10. Antonio I, XIX conte di Oldenburg                                                            | 20. Giovanni V, XVII conte di Oldenburg                    |  |  |       |  |  |                                                                                        |  |  |                                                                                           |  |
|                                                               |                                                                                                | 10. Antonio I, XIX conte di Oldenburg                                                            | 21. Anna di Anhalt-Zerbst                                  |  |  |       |  |  |                                                                                        |  |  |                                                                                           |  |
| 5. Anna di Oldenburg                                          |                                                                                                | 10. Antonio I, XIX conte di Oldenburg                                                            |                                                            |  |  |       |  |  |                                                                                        |  |  |                                                                                           |  |
|                                                               |                                                                                                | 11. Sofia di Sassonia-Lauenburg                                                                  | 22. Magnus I, VIII duca di Sassonia-Lauenburg              |  |  |       |  |  |                                                                                        |  |  |                                                                                           |  |
|                                                               |                                                                                                | 11. Sofia di Sassonia-Lauenburg                                                                  | 22. Magnus I, VIII duca di Sassonia-Lauenburg              |  |  |       |  |  |                                                                                        |  |  |                                                                                           |  |
|                                                               |                                                                                                | 11. Sofia di Sassonia-Lauenburg                                                                  | 23. Caterina di Brunswick-Wolfenbüttel                     |  |  |       |  |  |                                                                                        |  |  |                                                                                           |  |
| 1. Antonio Günther I, III conte di Schwarzburg-Sondershausen  |                                                                                                | 11. Sofia di Sassonia-Lauenburg                                                                  |                                                            |  |  |       |  |  |                                                                                        |  |  |                                                                                           |  |
|                                                               | 12. Günther XL, IV conte di Schwarzburg-Arnstadt-Sondershausen-Rudolstadt-Frankenhausen (= 10) | 24. Enrico XXXI, III conte di Schwarzburg-Arnstadt-Sondershausen-Rudolstadt-Frankenhausen (= 16) |                                                            |  |  |       |  |  |                                                                                        |  |  |                                                                                           |  |
|                                                               | 12. Günther XL, IV conte di Schwarzburg-Arnstadt-Sondershausen-Rudolstadt-Frankenhausen (= 10) | 24. Enrico XXXI, III conte di Schwarzburg-Arnstadt-Sondershausen-Rudolstadt-Frankenhausen (= 16) |                                                            |  |  |       |  |  |                                                                                        |  |  |                                                                                           |  |
|                                                               | 12. Günther XL, IV conte di Schwarzburg-Arnstadt-Sondershausen-Rudolstadt-Frankenhausen (= 10) | 25. Maddalena di Honstein-Klettenberg (= 17)                                                     |                                                            |  |  |       |  |  |                                                                                        |  |  |                                                                                           |  |
| 6. Alberto VII, I conte di Schwarzburg-Rudolstadt             | 12. Günther XL, IV conte di Schwarzburg-Arnstadt-Sondershausen-Rudolstadt-Frankenhausen (= 10) |                                                                                                  |                                                            |  |  |       |  |  |                                                                                        |  |  |                                                                                           |  |
|                                                               |                                                                                                | 13. Elisabetta di Isenburg-Büdingen-Ronneburg (= 11)                                             | 26. Filippo, I conte di Isenburg-Büdingen-Ronneburg (= 18) |  |  |       |  |  |                                                                                        |  |  |                                                                                           |  |
|                                                               |                                                                                                | 13. Elisabetta di Isenburg-Büdingen-Ronneburg (= 11)                                             | 26. Filippo, I conte di Isenburg-Büdingen-Ronneburg (= 18) |  |  |       |  |  |                                                                                        |  |  |                                                                                           |  |
|                                                               |                                                                                                | 13. Elisabetta di Isenburg-Büdingen-Ronneburg (= 11)                                             | 27. Amalia di Rieneck (= 19)                               |  |  |       |  |  |                                                                                        |  |  |                                                                                           |  |
| 3. Anna Sibilla di Schwarzburg-Rudolstadt                     |                                                                                                | 13. Elisabetta di Isenburg-Büdingen-Ronneburg (= 11)                                             |                                                            |  |  |       |  |  |                                                                                        |  |  |                                                                                           |  |
|                                                               |                                                                                                | 14. Guglielmo I, IX conte di Nassau-Dillenburg                                                   | 28. Giovanni V, VIII conte di Nassau-Dillenburg            |  |  |       |  |  |                                                                                        |  |  |                                                                                           |  |
|                                                               |                                                                                                | 14. Guglielmo I, IX conte di Nassau-Dillenburg                                                   | 28. Giovanni V, VIII conte di Nassau-Dillenburg            |  |  |       |  |  |                                                                                        |  |  |                                                                                           |  |
|                                                               |                                                                                                | 14. Guglielmo I, IX conte di Nassau-Dillenburg                                                   | 29. Elisabetta d'Assia-Marburg                             |  |  |       |  |  |                                                                                        |  |  |                                                                                           |  |
| 7. Giuliana di Nassau-Dillenburg                              |                                                                                                | 14. Guglielmo I, IX conte di Nassau-Dillenburg                                                   |                                                            |  |  |       |  |  |                                                                                        |  |  |                                                                                           |  |
|                                                               |                                                                                                | 15. Giuliana di Stolberg-Wernigerode                                                             | 30. Bodo VIII, III conte di Stolberg-Wernigerode           |  |  |       |  |  |                                                                                        |  |  |                                                                                           |  |
|                                                               |                                                                                                | 15. Giuliana di Stolberg-Wernigerode                                                             | 30. Bodo VIII, III conte di Stolberg-Wernigerode           |  |  |       |  |  |                                                                                        |  |  |                                                                                           |  |
|                                                               |                                                                                                | 15. Giuliana di Stolberg-Wernigerode                                                             | 31. Anna di Eppstein-Königstein                            |  |  |       |  |  |                                                                                        |  |  |                                                                                           |  |
|                                                               |                                                                                                | 15. Giuliana di Stolberg-Wernigerode                                                             |                                                            |  |  |       |  |  |                                                                                        |  |  |                                                                                           |  |